# Siarhiej Rumas
Siarhiej Michajlovič Rumas (in bielorusso Сяргей Мікалаевіч Румас?; Homel', 1º dicembre 1969) è un politico ed economista bielorusso, Primo ministro della Bielorussia dal 18 agosto 2018 al 4 giugno 2020.